# カミカゼ野郎 真昼の決斗
『カミカゼ野郎 真昼の決斗』（かみかぜやろう まひるのけっとう、銀翼大決鬥、Kamikaze Man: Duel at Noon）は、1966年の日本・台湾合作映画。主演：千葉真一、監督：深作欣二、製作：にんじんプロダクション・國光影業。カラー・シネマスコープ、90分。

## 概要
太平洋戦争中に隠匿された200億円のダイヤモンドをめぐり様々な人物が入り乱れ、日本と中華民国の両国にまたがる争奪戦に巻き込まれた若きパイロットが正体不明の敵と追いつ追われつ、時に窮地に追い込まれながら謎を解明する冒険活劇。
千葉真一は敵への跳び蹴り、カーチェイス、崖を天然のマットにして前転、モーターボートでの逃走、後述のケガしたアクション、離陸しようとするセスナ172の翼に飛びつくなど、陸海空を暴れまわるが、これらのスタントを吹き替え無しでスピーディにこなし、追走劇であることから軽快な走りも披露している。サングラスを掛けた複数の男たちによる謎が謎を呼び、二転三転していく展開から結末にどんでん返しのあるストーリーは、アクション・サスペンス・冒険・ミステリがふんだんに盛り込まれているものの、本作の主人公が『風来坊探偵シリーズ』と『ファンキーハットの快男児シリーズ』の二人の探偵を掛け合わせて2で割ったような、明朗闊達・身体強健・行動力はあるもののコミカルとユーモアあふれるキャラクターに設定されているので悲壮感が無く、『キイハンター』の原点とも言える内容に仕上げられている。主な脇役としてヒロインに中華民国の白蘭が主人公と一緒に事件を追う記者に扮し、彼らに関わるサングラスをかけた謎の男に高倉健を配した。
千葉真一が主演で高倉健が助演という初めての映画であり、千葉・高倉・深作は東映所属でいながら、別会社の映画製作に参加した稀有な作品でもある。深作は創りたい映画を東映になかなか認めてもらえず、本作は東映に籍を置きながら別会社で監督をする先駆けの作品となった。

## ストーリー
台北市に在る台湾観光社を経営する頼天賜（陳財興）は、オフィスでもサングラスを掛けている人物。横浜中華街には中華料理店のオーナーである矢島嘉市（相馬剛三）。東京都では日東商事の社長である北沢信（大木実）。この三名に差出人「（日本）東京都 K.M 」なる手紙が届く。中身を見た頼、矢島、北沢は慌てて、お互いに連絡を取り合っていた。
一方、国際航空のパイロット・御手洗健（千葉真一）は東京でのフライトを終え、雪山でスキーをしながら、若い女性をナンパするなど、休暇を楽しんでいた。声をかけられた彼女はカメラマンで健を相手にせず、風景をあちこち撮り出す。その時、銃声が鳴り響き、倒れている中年男性を二人は発見する。健と女性は山麓のホテルまで救助し、警察に届けた。刑事（室田日出男・大里健太郎）は所持品から被害者を矢島嘉市と割り出し、今際の際に矢島が「御手洗の奴にね…」と言い残したため、健が持っていた28口径の狩猟用ライフルから狙撃されたのだろうと判断。健と女性を署長（関山耕司）のところへ連れて行き、事情聴取した。若い女性は中華民国から来日した香蘭（白蘭）。彼女は銃声がしたとき、健と一緒にいたことを証言した。巡査がやって来て耳打ちされた署長は「施条痕が御手洗さんのライフルと一致しませんでした。お手数をおかけしました。どうぞお帰りください」と丁重にふたりへ告げた。
健は香蘭が証言してくれたお礼に、ホテルのバーへ招待した。雑談しているうちに健は「あなたみたいな美人がいる台湾に、一度行ってみたいなあ」と何とはなしに言うと、「そういうことになるかも知れませんよ」と後ろから声がした。振り向くと、パイプを銜えた白髪で口髭を生やした男（片山滉）が立っており、「お邪魔します」と言いながら横に座った。男は「メフィストの魂を」と、バーテンダーが知らないカクテルを注文し、困らせていた。気障で『悪魔学入門』という本を持ち歩く男は、「あなたの未来を見て差し上げましょう」と勿体振りながら片眼鏡を掛け、いきなり占いし始めた。「南進の定めがある。例えば台湾も南に入りますね」と占われた健は、怪訝にこの易者を見つめていた。ホテルの部屋に戻った易者は待っていたサングラスを掛けた別の人物に、「あなたに言われたとおり、やってきましたよ。では約束のお代を」と言うのであった。
東京へ戻った健は、仕事場である空港へ向かう途中、北沢に待ち伏せされた。北沢は自分宛の脅迫状「あなたが昭和20年8月15日の夜、台湾で私の父に何をしたかは知っている。近くお礼に参上しよう。K.Mより 002」を健に見せ、「なぜ台湾まで僕を追いかけてくるんだ」と問い詰めた。身に覚えのない健は「台湾に行く予定もない。人違いもいいとこだ。ほかのK.M.を探すんだね」と否定。北沢は「惚け通すのも結構だが、僕はこれでも手強いんだ」と警告し、去っていった。
空港に着いた健は、駐機エプロンに停留していたMU-2を見つけて、思わず見とれていた。その時、サングラスを掛けた男（高倉健）が現れ、「台湾行きは止めたほうがいいよ」と健に忠告する。 男が去った後、健が働く国際航空の主任（沢彰謙）と事務員（磯野洋子）が近づき、事務員は「トイレ（健の愛称）、台湾行きを内緒にするなんて水くさいわよ」と言う。何のことだかさっぱりわからない健は、主任からも「仕事を請けるなら報告しろ。矢島さんから台湾への渡航書類を受け取っているから、早く運んでこい」と言われた。「矢島？ どこかで聞いた名前だな。でも別のところで…」と、健は殺人事件を思い出し考えていた。すると「ミスタートイレ！」と香蘭がやってきた。香蘭はMU-2の購入者である台湾観光社の社長・頼天賜を調べていたので、帰国するついでにMU-2にも乗ろうと企んでいた。何かと台湾が絡んでくることから裏があると思った健は、台湾へ行くことを躊躇するが、主任と事務員は「早く行ってこい」と促す。自分の知らないところで何かが動いていることを感じながらも、健は「あとはどうなるかわからないけど、出たとこ勝負だ」と台湾へ行くことにした。
殺された男の正体は？ 台湾へ行けという理由は？ 正体不明の男たちが忠告してきた意味は？ 全てが謎のまま、健が操縦するMU-2は香蘭を乗せ、離陸した。

## キャスト
※クレジットタイトル順。
- 千葉真一 - 御手洗健

- 白蘭 - 香蘭
- 大木実 - 北沢信
- 国景子 - 鳳英
- 易原 - 楊
- 許三 - 陳
- 陳財興 - 頼天賜
- 若松和子 - 紅玉
- 沢リリ子 - 歌手
- 関山耕司 - 警察署長
- 沢彰謙 - 国際航空の主任
- 室田日出男 - 刑事A
- 片山滉 - 易者
- 河合絃司 - 山麓のホテルの支配人
- 磯野洋子 - 国際航空の事務員
- 大里健太郎 - 刑事B
- 岡野耕作 - バーテン
- 相馬剛三 - 矢島嘉市
- 張英武 - 紅玉が働いている店の客引き
- 脱線 - 台北松山空港のタクシー運転手
- 高倉健 - 黒木史男

- 配役不明 - 武拉運・王勇・亞菲・李武俊・翁京惠

## スタッフ
※クレジットタイトル順。
- 監督 - 深作欣二

- 製作 - 株式会社にんじんプロダクション・國光影業股份有限公司
- 企画 - 田畑稔・施茂生[注釈 3]
- 脚本 - 深作欣二・太田浩児・池田雄一
- 撮影 - 山沢義一
- 録音 - 井上賢三
- 照明 - 川崎保之丞
- 音楽 - 八木正生
- 編集 - 田中修
- 助監督 - 太田浩児
- 記録 - 石田照
- スチール - 遠藤努
- 進行主任 - 中野洋
- 現像 - 東映化学
- 協力 - 三菱重工業・ニッカウヰスキー・日本航空・ミランダカメラ

## 主題歌
「素敵なカミカゼ野郎」（クラウンレコード）
- 唄 - 千葉真一、作詞 - 田畑稔、作曲 - 関野幾生
- 規格 - EP、規格品番 - CW-486

## 製作
にんじんプロダクションの若槻繁は、千葉真一に本作の企画を持ち込んだ。千葉は企画書を読み終えると、深作欣二に監督を依頼する。深作は二つ返事で快諾した。シナリオが出来上がり、千葉は高倉健に出演してもらえるよう、頼みに行く。脚本を読んだ高倉も出演を了承したので、千葉は深作・高倉と一緒に映画を撮れることが嬉しかったと述べている。御手洗健が台湾へ運ぶ飛行機にはMU-2が、仕事で使う飛行機とクライマックスの対決にはセスナ172が使用され、飛行機とサングラスはこの作品のモチーフとなっている。
日本では東京都区部や横浜中華街のほか、御手洗健と香蘭がスキーをしてるときに出会う雪山を八方尾根でロケーション撮影が行われており、白蘭は母国で馴染みのない白銀の世界を満喫していた。全編の8割が中華民国を舞台にしていることから、同国の漢民族・高砂族の俳優・エキストラが出演。台南駅のロータリー・西門町・台北松山空港・臺南運河・臺南孔子廟・六合夜市・台南大飯店・日月潭・北投温泉・艋舺龍山寺など、各地で全面支援を受け、撮影が敢行されている。
中華民国ロケは2ヶ月半に及ぶ滞在となり、1965年の2月に千葉真一は疾走する自動車を追いかけてアンテナを捕らえ、トランクに飛び乗った後、リアガラスの両端を掴まりながら走行するシーンで、後輪の跳ねた石が脛骨に突き刺さり、現地で一週間入院する大怪我を負った。撮影がオフになると、千葉は朝のジョギングから夕食まで高倉健に付き合っていた。海外ロケが好きな高倉は、中華料理店へも頻繁に通い、カエル料理を喜んで食すその姿は瞼に浮かぶと千葉は述懐している。

## 興行・影響
日本では1966年6月4日、中華民国では1971年、とそれぞれ封切り公開された。キャッチコピーは「千葉・高倉が日本⇔台湾6,000粁！陸・海・空に爆発する大アクション」。
クエンティン・タランティーノが脚本を担当した『トゥルー・ロマンス』の劇中で、本作のポスターが登場している。